# Березничек
Березничек — сельский населённый пункт в Виноградовском районе Архангельской области. Входит в состав Березниковского сельского поселения (до 1 июня 2021 года городского).

## География
Березничек находится в нижнем течении реки Ваги, на левом её берегу. Напротив неё, на правом берегу Ваги, находится деревня Нижняя Кица, а ниже по течению — посёлок Важский.

## Население
Население деревни, по данным Всероссийской переписи населения 2010 года, составляет 20 человек. В 2009 году числилось 25 человек, из них 10 пенсионеров.

### Карты
- [mapp38.narod.ru/map1/p38049050.html P-38-39,50. (Лист Важский)]
- Топографическая карта Р-37-13_14 Шенкурск.
- Березничек на Wikimapia
- Березничек. Публичная кадастровая карта